# Île Caldwell
L'île Caldwell est un îlot du pays sud-américain de l'Équateur, situé dans l'océan Pacifique. Elle fait partie de l'archipel et du parc national des Galápagos. Elle a une superficie de 22,8 hectares (0,22 kilomètre carré) à 88 kilomètres du centre du groupe des Galapagos, l'île principale la plus proche étant celle de Floreana ou Santa María. 